# Думбович, Ката
Ката «Мати» Думбович, в девичестве Ковачевич (серб. Ката Думбовић-Ковачевић; 1903, Луковац — 14 июля 1941, Загреб) — югославская партизанка времён Народно-освободительной войны Югославии, Народный герой Югославии.

## Биография
Родилась в 1903 году в селе Луковац около Сисака в бедной крестьянской семье. Отец погиб на фронте Первой мировой войны, мать осталась с шестью маленькими детьми и бабкой Каты. Ката рано вышла замуж, в возрасте 16 лет, и рано родила ребёнка. После нескольких лет совместной жизни развелась с мужем и вернулась домой. Некоторое время Ката жила у тётки, а в 1924 году уехала в Загреб и устроилась там домработницей.
Состояла в Объединении рабочих синдикатов. Вскоре вышла замуж за портного Мато Думбовича. Участвовала в ряде забастовок загребских рабочих: была известна хорошо жителям Трешневки, где и проживала. Её называли ласково «Мати» и «Мамица». С 1938 года член Коммунистической партии Югославии, а в 1939 году даже достала для своего начальника, Раде Кончару военные документы, позволявшие ему беспрепятственно ездить по Хорватии. Осенью 1939 года на демонстрациях в Загребе была избита полицейскими.
В начале 1940 года Ката была избрана в райком КПХ в загребском квартале Трешневка. Выполняла различные задания, чаще всего нелегального характера. Один раз ей пришлось наладить подпольную печать: по просьбе Кончара арендовала дом у Барицы Левак и занялась поставкой продовольствия и посуды для однопартийцев и делегатов, собиравшихся в доме.
После оккупации Югославии и провозглашения Независимого Государства Хорватии Ката осталась в Загребе. В июне 1941 года её арестовали усташи, но из-за недостатка доказательств отпустили. Тем не менее, в тюрьму были брошены многие деятели КПХ — в том числе муж Каты Мато Думбович, а также Огнен Прица, Божидар Аджич, Отокар Кершовани и Август Цесарец. В ночь с 13 на 14 июля группа антифашистов напала на концлагерь Керестинец, но атака провалилась. Ката погибла во время одной из стычек.
20 декабря 1951 посмертно награждена Орденом и званием Народного героя Югославии.